# Гигович, Эрвин
Эрвин Гигович (швед. Ervin Gigovic; род. 16 сентября 2003) — шведский футболист, полузащитник клуба «Хельсингборг».

## Клубная карьера
Футболом начинал заниматься в «Ландскруне», откуда в 2018 году перешёл в «Хельсингборг», где выступал за различные юношеские команды. 23 мая 2021 года в игре с ГАИС впервые попал в официальную заявку клуба на матч Суперэттана, но на поле не появился. 9 октября 2022 года дебютировал в чемпионате Швеции в игре с АИК, появившись на поле в компенсированное ко второму тайму время вместо Филип Райнхольд.

## Личная жизнь
Старший брат, Армин Гигович, также профессиональный футболист.

## Клубная статистика
| Выступление      | Выступление      | Выступление      | Лига | Лига | Кубки | Кубки | Конт. кубки | Конт. кубки | Итого | Итого |
| Клуб             | Лига             | Сезон            | Игры | Голы | Игры  | Голы  | Игры        | Голы        | Игры  | Голы  |
| ---------------- | ---------------- | ---------------- | ---- | ---- | ----- | ----- | ----------- | ----------- | ----- | ----- |
| Хельсингборг     | Алльсвенскан     | 2022             | 1    | 0    | 0     | 0     | 0           | 0           | 1     | 0     |
| Хельсингборг     | Итого            | Итого            | 1    | 0    | 0     | 0     | 0           | 0           | 1     | 0     |
| Всего за карьеру | Всего за карьеру | Всего за карьеру | 1    | 0    | 0     | 0     | 0           | 0           | 1     | 0     |